# Umbro
Umbro je britanski proizvođač sportske opreme sa sjedištem u engleskom gradu Cheadle iz pokrajine Greater Manchester. Tvrtka je sada dio Nike-a. Umbro se bavi dizajnom, proizvodnjom te distribucijom svoje sportske opreme, koja uključuje odjeću, obuću i ostalu opremu. Proizvodi ove tvrtke prodaju se u preko 90 zemalja širom Svijeta.
Umbro je trenutno dobavljač sportske odjeće engleske, irske, sjevernoirske i švedske nogometne reprezentacije; kao i sportske opreme engleskog nogometnog saveza i FA Kupa.

## Povijest
Tvrtka je osnovana 1910. u engleskom gradu Wilmslow, pokrajina Cheshire, kao "Humphreys Brothers Clothing". 1924. kompanija mijenja ime u Umbro, kao izvedenica iz slova prijašnjeg imena (Humphreys Brothers Clothing).
Do sredine 1980-ih, tvrtka proizvodi samo sportsku odjeću, posebice sportske majice, kratke hlače i čarape, dok proizvodnja sportske obuće nije postojala.
Konačno, 1985. Umbro je odlučio na brazilskom tržištu predstaviti obuću namijenjenu za igranje nogometa, iz vlastite proizvodnje. Lijep dizajn i jeftinija cijena u odnosu na skuplju sportsku obuću konkurentskog Adidasa učinili su Umbrovu obuću popularnom. Dvije godine kasnije započela je masovna proizvodnja.
Umbro je također bio popularan i po proizvodnji sportskih kratkih hlača čiji je vrhunac dosegnut krajem 1980-ih i početkom 1990-ih. Hlače su bile izrađene od najlona te su na tržište dolazile u svijetlim bojama.
Rastom, tada male nogometne lige u SAD-u, mnogi tinejdžeri i mladi počeli su nositi te hlače kao svakodnevnu odjeću. Kao i nogomet, sportske kratke hlače bile su popularne među oba spola. Na vrhuncu takve mode, sportske kratke hlače drugih proizvođača kao što su Adidas, Diadora, Lotto, Hummel i Mitre, također su postale popularne.
1990-ih sjedište tvrtke je iz središta Manchestera preseljeno prema novim pogonima u gradu Cheadle, okrug Greater Manchester.
Tvrtka se danas specijalizirala za proizvodnju sportske opreme, posebice nogometne opreme - odjeće i obuće za trening i profesionalno bavljenje sportom. Na tom tržištu, Umbru danas glavnu konkurenciju predstavljaju Nike, Adidas, Lotto, Puma te susjed sa sjeverozapada Engleske - Reebok.
19. listopada 2007., britanska tvrtka JJB Sports (specijalizirana za maloprodaju sportske opreme) kupuje 10,1% dionica Umbra, s ciljem da zaštiti vlastiti tržišni udio u prodaji nogometnih dresova engleske reprezentacije.
23. listopada 2007. objavljeno je za kupnju Umbra zainteresiran američki Nike, dok je vrijednost tog posla procijenjena na 285 mil. GBP (580 mil. USD). Ekvivalent te ponude je vrijenost Umbrove dionice od 193 GBP po dionici. Upravni odbor Umbra preporučio je svojim dioničarima da glasuju za tu mogućnost kako bi Nike ponudio konkurentnu cijenu za poslovanje tvrtke. Tijekom Nikeove ponude, cijena Umbrove dionice bila je 130 GBP. Sporazum i ponuda odobreni su u prosincu 2007. dok je posao zaključen u veljači 2008.

## Proizvodi
Umbro trenutno proizvodi sve oblike sportske opreme, uključujući nogometne kopačke i opremu za sportski trening. Osim toga, Umbro proizvodi i svakodnevnu odjeću i obuću, uključujući i liniju britanske dizajnerice Kim Jones kao i naočale i sunčane naočale.
Tvrtka je također jedan od glavnih igrača u proizvodnji sportske opreme za neke od najpoznatijih svjetskih momčadi.
Umbro je nedavno pokrenuo proizvodnju svoje nove linije visoko tehnoloških SX kopački. Tako je poznati portugalski nogometaš Deco nosio Umbrove SX kopačke, te je bio vizualno upečatljiv jer je svaka bila druge boje. Visoka tehnologija te sportske obuće učituje se u tome da lijeva kopačka odražava na lijevu (logički dio) i desnu (intuitivni, kreativni i strastveni dio) stranu mozga. Kopačke su proizvedene procesom visoko tehnološke izrade od Michelinove gume čime se kontrola tijekom igra povećava i do 90 %.
Umbro je poznat i po proizvodnji nogometnih lopta, cjelokupne ragbijaške opreme i muške kozmetike.
Proizvode te tvrtke podržali su mnogi profesionalni nogometaši diljem Svijeta dok mnogo njih u slobodno vrijeme radi kao službeni maneken tvrtke.

## Poznati korisnici
Umbro je opremao neke od najpoznatijih svjetskih nogometnih momčadi. Tako Umbro od 1934. počinje opremati Manchester City koji je iste godine osvojio FA Kup. Od 4. lipnja 2009. Umbro ponovo počinje opremati Manchester City te je potpisan 10-togodišnji sponzorski ugovor vrijedan 50 mil. GBP.
Tijekom godina Umbro je proizvodio setove sportske opreme za brojne momčadi diljem Svijeta, ali i za suce u nekim prvenstvima.
Osim za momčadi Umbro proizvodi sportsku opremu i za nogometne reprezentacije. Na Svjetskom nogometnom prvenstvu u Engleskoj 1966. svega je jedna reprezentacija (od 16 koliko je sudjelovalo) koristila Umbrovu opremu. 1974. engleski nogometni savez odlučio je da će engleska reprezentacija koristiti Umbrovu opremu. Suradnja FA saveza i Umbra nije dugo trajala, ali je obnovljena 1982. od kada je Umbro do današnjih dana službeni oprematelj engleske nogometne reprezentacije.
Umbro je trenutno službeni dobavljač sportske opreme engleskog FA Kupa kao i službeni sponzor novog Wembley stadiona. Tako je Umbro ekskluzivni dobaljač nogometnih lopta za utakmice FA Kupa. 
Tvrtka je partner s engleskim nogometnim savezom u zajedničkom daljnjem razvoju Nacionalnog nogometnog centra u gradu Burton upon Trent.
Osim u nogometu, Umbro proizvodi i sportsku opremu za ragbi i atletiku. Tako Umbro oprema irsku ragbi reprezentaciju, ragbi klub London-Irish i Ragbi ligu. U atletici, Umbro proizvodi opremu za atletičare trkače.
Umbro sada surađuje s britanskom robnom grupom "House of Fraser" u proizvodnji eksluzivne odjeće.
U posljednjih nekoliko godina Umbro je pretrpio velike gubitke jer su mnogi veliki nogometni klubovi koje je opremao, otkazali suradnju s njime. Razlog tome bio je što su klubovi prihvaćali veće i unosnije financijske ponude od "velikog dvojca" - Nikea i Adidasa. Neki od poznatijih Umbrovih klijenata koje je klub izgubio su Celtic, Ajax, Manchester United i Chelsea.
Osim toga, konkurentska Puma znatno je povećala svoje sudjelovanje u nogometu, posebice u Africi (Kamerun, Gana, Obala Bjelokosti i dr.)
Međutim, Umbro je uspio zadržati svoje dugogodišnje partnerstvo s FA savezom, dok su u suradnji s tvrtkom JBB Sports posljednjih godina sklopili ugovore s novim klubovima iz Engleske, Škotske i Walesa (Glasgow Rangers, npr.)
Uz to, Umbro je danas službeni dobavljač sportske opreme za mnoge respektabilne nogometne reprezentacije kao što su Engleska, Švedska, Republika Irska, Sjeverna Irska i dr.
Također, u engleskoj Premier ligi Umbro oprema velike klubove poput Manchester Cityja, Aston Ville, Blackburn Rovers i dr. Od hrvatskih nogometnih klubova, Umbro oprema Hajduk i Zadar, dok je tijekom 1990-ih opremao tadašnju Croatiju Zagreb. 

## Umbro i United Soccer Leagues
Umbro je većinski vlasnik (94%) United Soccer Leagues, sjevernoameričke nogometne organizacije nogometnih klubova nižeg ranga. Hijerarhijski, ta organizacija nalazi se na drugome mjestu po važnosti, u odnosu na druge organizacije u strukturnoj piramidi.
Tijekom 2009. godine, momčadi United Soccer Leagues - Carolina RailHawks, Charleston Battery, Vancouver Whitecaps, Rochester Rhinos, Austin Aztex i Puerto Rico Islanders koristili su cjelokupnu Umbrovu sportsku opremu.
Iste godine, Umbro je postao službeni dobavljač sportske opreme za momčad The Sam FC.

## Poznati Umbrovi manekeni
U marketinške svrhe, Umbro su reklamirala i neka od najpoznatijih lica na području nogometa.
- Lorik Cana
- Hernán Jorge Crespo
- Tomáš Ujfaluši
- John Terry
- Michael Owen
- Wilson Palacios
- Deco
- Pepe

## Vanjske poveznice
- Umbro.com
- Umbro Blog  Arhivirana inačica izvorne stranice od 8. srpnja 2012. (Wayback Machine)
- Umbro Youtube kanal
- Umbro Facebook
- Umbro Twitter
- Umbro Flickr
- Umbro Industrija
- Umbro Irska  Arhivirana inačica izvorne stranice od 16. siječnja 2008. (Wayback Machine)
- Umbro Italija
- Umbro Brazil
- Umbro nogomet